# 6579 Бенедікс
6579 Бенедікс (6579 Benedix) — астероїд головного поясу, відкритий 2 березня 1981 року.
Тіссеранів параметр щодо Юпітера — 3,332.